# Колібрі фернандеський
Колі́брі фернандеський (Sephanoides fernandensis) — вид серпокрильцеподібних птахів родини колібрієвих (Trochilidae). Ендемік Чилі.

## Опис

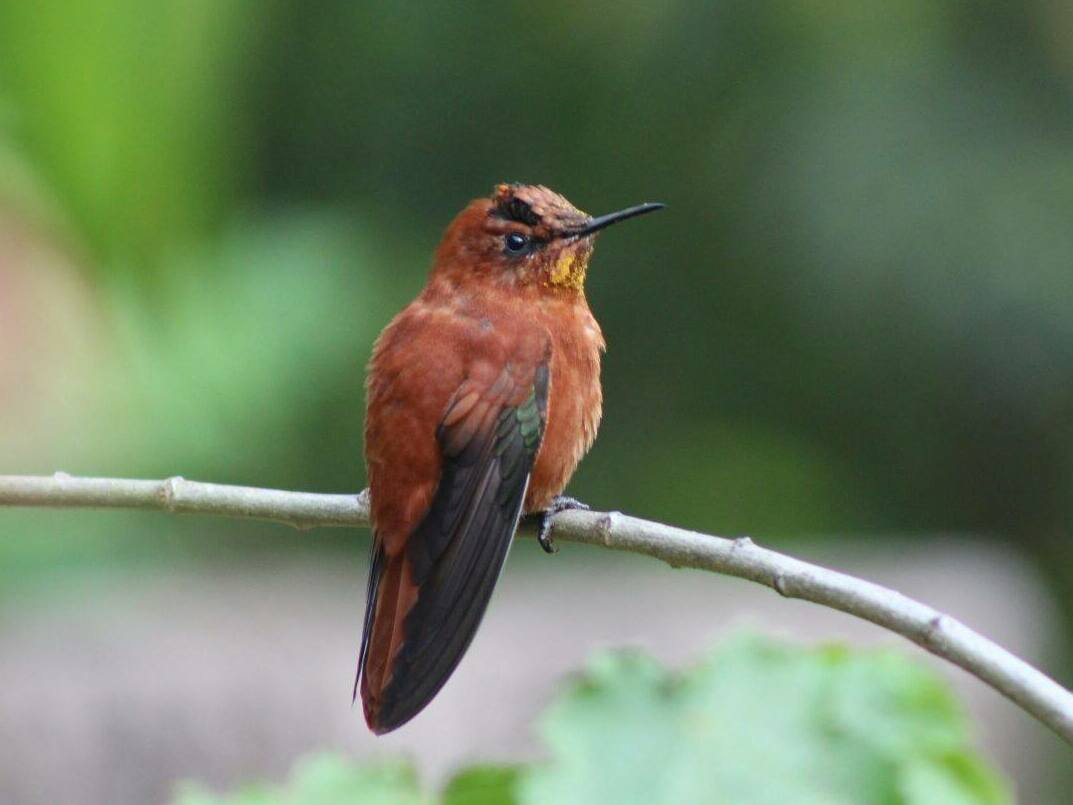
Самець фернандеського колібрі

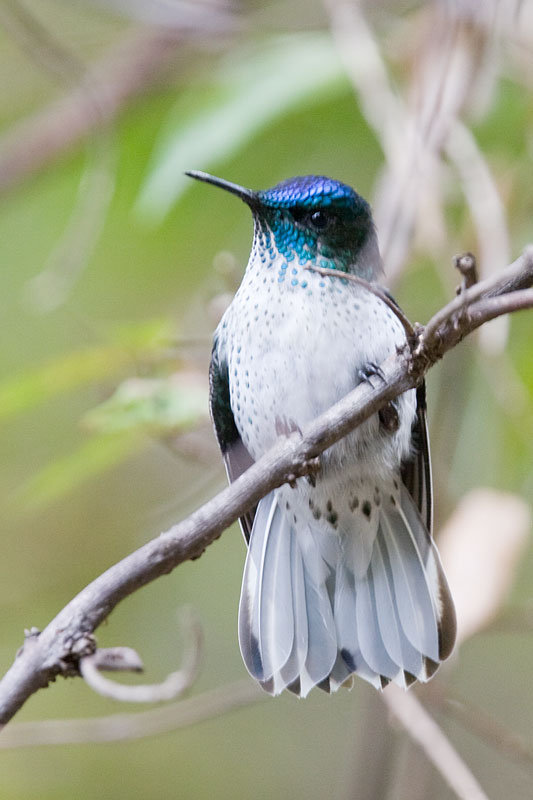
Самиця фернандеського колібрі

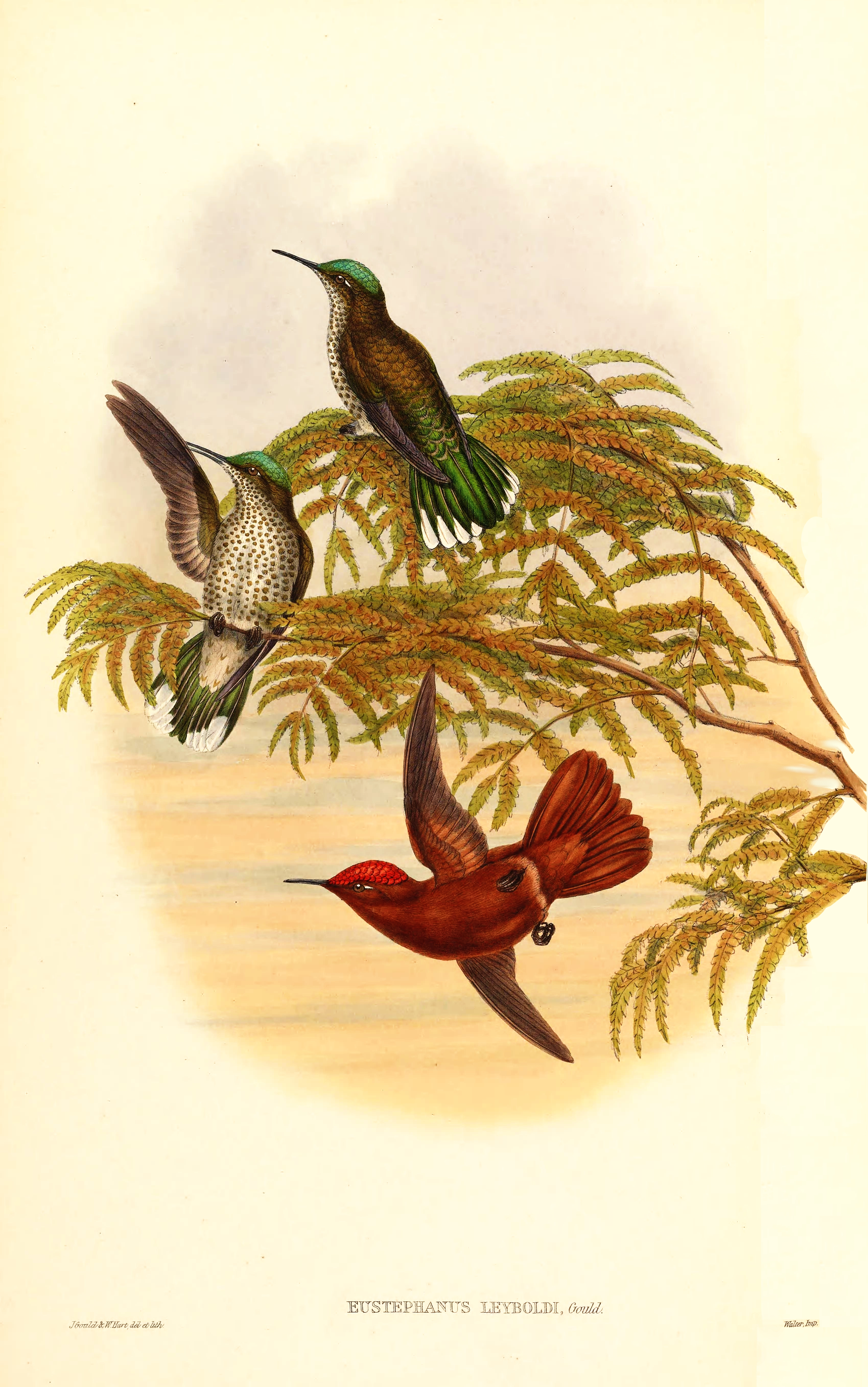
Фернандеські колібрі (вимерлий підвид S. f. leyboldi)

Довжина самців становить 11,5-12 см, самиць 10,5 см, самці важать 10,9 г, самиці 6,8-7,4 г. Дзьоб прямий, чорний. Виду притаманний найбільш виражений статевий диморфізм серед усіх колібрі: до відкриття у 19 століття гнізда з пташенятами обох статей самців і самиць фернандеських колібрі відносили до різних видів. 
Самці мають переважно коричнювато-оранжеве. На лобі і тімені у них є райдужна вогнисто-жовта пляма, від дзьоба до очей ідуть темні смуги. Крила темно-мідно-сірі. У самиць верхня частина тіла темно-синьо-зелена, на тімені райдужна блакитна пляма. Нижня частина тіла біла, шия з боків і боки поцятковані темно-зеленими плямками. Центральні стернові пера синьо-зелені, решта стернових пер мають синьо-зелені внутрішні і білі зовнішні опахала.

## Підвиди
Виділяють два підвиди, один з яких вимер:
- S. f. fernandensis (King, PP, 1831) — острів Робінзона Крузо;
- †S. f. leyboldi (Gould, 1870) — острів Александра Селькірка[en].

## Поширення і екологія
Фернандеські колібрі мешкають лише на острові Робінзона Крузо в архіпелазі Хуан-Фернандес, розташованому в Тихому океані на захід від Чилі.  Раніше вони мешкали також на острові Александра Селькірка, однак вимерли. Востаннє вони були зафіксовані там у 1908 році. Фернандеські колібрі живуть в залишках первинних помірних лісів, однак також зустрічаються в заростях інтродукованих рослин, в парках і садах. Вони гніздяться на висоті від 120 до 660 м над рівнем моря.
Фернандеські колібрі живляться нектаром різноманітних місцевих квітучих рослин, зокрема Rhaphithamnus venustus і Dendroseris litoralis. Вони також споживають нектар інтродукованих рослин, зокрема Eucalyptus globulus, особливо восени і взимку. Також вони доповнюють свій раціон комахами, яких ловлять в польоті або збирають з рослинності. Захищають кормові території, причому самці займають більш продуктивні на нектар ділянки. При живленні птахи чіпляються лапами за суцвіття. Вони віддають перевагу квітам, що знаходяться в тіні високо над землею.
Сезон розмноження у фернандеських колібрі триває з вересня до середини листопада. Гніздо невелике, чашоподібне, робиться з переплетених папоротевих та інших рослинних волокон, моху і павутиння, розміщується на кінчику гілки, на висоті 4 м над землею. Близько 75% гнізд розміщується на дереві Myrceugenia fernandeziana. В кладці 2 яйця.

## Збереження
МСОП класифікує цей вид як такий, що перебуває на межі зникнення. За оцінками дослідників, популяція фернандеських колібрі становить від 1500 до 2500 дорослих птахів. Їм загрожує знищення природного середовища, хижацтво з боку інтродукованих ссавців, конкуренція з вогнеголовими колібрі (в якій самиці фернандеських колібрі програють), а також руйнівні урагани.